# Guy Cimino
Guy Cimino, né le 1er janvier 1950 à Bastia en Corse, est un dramaturge, metteur en scène et acteur français.

## Biographie
Il est le créateur et directeur artistique de la Cie U Teatrinu, compagnie de théâtre professionnelle conventionnée par la Collectivité de Corse, la ville de Bastia et la ville de Furiani.

## Filmographie

### Cinéma
- 1992 : Nous deux de Henri Graziani : Jean
- 2001 : Le Puits de Gabriel Le Bomin : le maire
- 2002 : La Falaise (Der Felsen) de Dominik Graf : Joseph
- 2004 : L'Enquête corse d'Alain Berberian : Borgnoli
- 2004 : Le Cadeau d'Elena de Frédéric Graziani : Pierre
- 2007 : Sempre vivu ! (Qui a dit que nous étions morts ?) de Robin Renucci : Pantaleon
- 2015 : Un moment d’égarement de Jean-François Richet

### Télévision
- 1998 - 2006 : A Famiglia Pastasciù : Monsieur Pastasciù
- 2001 : Les Déracinés (téléfilm) de Jacques Renard : Fabien Quilici
- 2006 : Mafiosa, le clan (série télévisée), saison 1 et 2 : Hyacinthe Léandri
- 2007 : U Casalone de Philippe Raffalli : ArcanGhjulu
- 2011- 2016 : Hôtel Parad'Isula de Philippe Raffalli : Petr'Anto
- 2013 : I Sgio di a Rocca Court-métrage de Julien Meynet : Giovani della Grossa
- 2014 : Duel au soleil d'Olivier Guignard : Pierre Costa
- 2016 : Malaterra de Stéphane Kaminka : Le boulanger
- 2019 : Capitaine Marleau de Josée Dayan, saison 3 épisode 4 « Pace è salute, Marleau ! » : Paul Crivelli

## Théâtre
Compagnie U Teatrinu
- 1990 : Simu Negri
- 1991 : Don Ghjuvani
- 1992 : Paranoia
- 1994 : Pulizza
- 1995 : Aspetta Puru
- 1996 : A Pesta d'après État de Siège d'Albert Camus
- 1996 : I Strapazzi di Bazzicone II de Guy Cimino et Jacques Thiers
- 1997 : L’Opéra da Trè Soldi, d'après L'Opéra de quat'sous de Bertolt Brecht
- 1998 : Pruvà
- 1999 : Tutti in Ponte Novu, G Thiers
- 2000 : Nozze d’après la Noce chez les petits bourgeois de Bertolt Brecht
- 2001 :  A Famiglia Past’asciù, en vrai !
- 2002 :  U Montasega dal dilà di i Monti d'après The Playboy of the Western World de John Millington Synge
- 2004 : A strage di u Rè Lear d'après Le Roi Lear de William Shakespeare
- 2005 : Pastasciù 2 Retour
- 2006 : U Ventu di i Castagni
- 2007 : A Scusa di Pasquale Paoli
- 2008 : A Calzulaia Prodigiosa d'après La Savetière Prodigieuse de Federico García Lorca
- 2009 : Le Médecin malgré lui de Molière
- 2010 : Baruffe Bastiacce d'après Baruffe Chiozzotte de Carlo Goldoni
- 2011 : O Corse, Île d'Amour, d'après Légendes de la forêt viennoise de Ödön von Horváth
- 2012 : Boulvar Bastiacciu
- 2013 : A Mandracula, d'après La Mandragore de Nicolas Machiavel
- 2013 : A Calzulaia Prodigiosa d'après La Savetière Prodigieuse de Federico Garcia Lorca (au Festival International de Théâtre de Sibiu en Roumanie)
- 2014 : Cusi Bellu Interru Pare un Matrimoniu, de Guy Cimino
- 2015 : Romeo è Giulietta, d'après Roméo et Juliette de William Shakespeare
- 2016 : Don Ghjuvani, d'après Don Juan de Molière
- 2017 A Prova Performance Acting de Jacques Thiers
- 2017 : Amor Amore de Guy Cimino
- 2018 : A Serva, d’après Edgard et sa bonne d’Eugène Labiche
- 2018 : L’Affare di Carrughju Dirittu, d’après L'Affaire de la rue de Lourcine d’Eugène Labiche, mise en scène de Noël Casale
- 2019 : Sampiero Corso de Jacques Thiers et Guy Cimino
- 2020 : E Preziose Ridicule, d’après Les Précieuses ridicules de Molière
- 2021 : Amlet, d’après Hamlet de William Shakespeare
- 2022 : L’Azezi, Lucia, Filippu è i Rustichi, d’après Les Rustres de Carlo Goldoni
- 2022 : À Circà Moglie, d’après Une demande en mariage de Anton Tchekhov

Théâtre 196 (1978/1980)
- Du Vent dans les branches de Sassafras
- Les caprices de Mariane

A Cumpagnia de l'Olmu (1981/1989), mises en scène de Pierrot Michelangeli
- Una Stonda sottu à l’olmu
- I Strapazzi di Bazzicone I
- Á circà Moglie, Ruzante

U Teatru di Musica a Testa Mora (1987), mises en scène de Michele Raffaelli
- Á circà Moglie (Tchekov)
- Ruzante
- A Pruvatoghja (M. Raffaelli)

Teatro Sassari (1989-2012)
- Itacca
- Le théâtre de l'Âne Vert, mise en scène de Jean Villanova
- La Preuve du Contraire

Acte Contact (Saint-Étienne)
- Une Curieuse mésaventure (Goldoni), mise en scène d'André Tardy
- L’École des Maris (Olmi Cappella) (Molière), mise en scène de René Loyon

Centre Culturel Universitaire
- Diono Macchia
- I Muvrini, U Fattore, U Mere, U Ritiratu

### Metteur en scène au théâtre
- 1990 : Simu negri (G. Cimino)
- 1991 : Don Ghjuvani (G. Cimino)
- 1992 : Paranoia (G. Cimino)
- 1994 : Pulizza (G. Cimino)
- 1995 : Aspetta Puru (G. Cimino)
- 1997 : I Strapazzi di Bazzicone (G. Thiers)
- 1998 : L'Opera da tre soldi (B. Brecht)
- 1999 : Pruva si po pruva (G. Cimino), Ponte novu (G. Thiers)
- 2000 : U medicu Stranieru (A. Arca),
- 2000 : Nozze ind’è i Sgiòculelli d’après La Noce chez les petits Bourgeois de Bertolt Brecht
- 2001 : E voce di Penelope (Atzuar), Past'asciu en vrai ! (Guy Cimino)
- 2002 : U Montasega (Synge), Labirintu (G. Thiers)
- 2003 : Furmiculime (G. Thiers), Coglie e castagne (Guy Cimino), Giudice di Cinarca (G. Thiers)
- 2004 : U re Lear (Shakespeare), U topu Pinnutu (Pirandello/G. Thiers), Ex voto (G. Thiers)
- 2005 : Past'asciu 2 retour (Guy Cimino), S'ella gira (G. Thiers), I quattru mori (G. Thiers)
- 2006 : U ventu di i Castagni (Guy Cimino), U ponte (G. Thiers)
- 2007 : A scusa di Pasquale Paoli (Thiers/Cimino)
- 2008 : A calzulaia prodigiosa (F. Garcia Lorca, adaptation Guy Cimino), Médecin malgré lui (Molière, ad. Guy Cimino)
- 2009 : Baruffe Bastiaccie (d’après Goldoni, ad. Guy Cimino)
- 2010 : S’ella hè vera què d’après L'Illusion comique de Pierre Corneille et Hamlet/Frades (création)
- 2011 : O Corse, île d'amour d’après Les légendes de la forêt viennoise d’Odon Von Orvath
- 2012 : Boulvar Bastiacciu (Guy Cimino), Leghji mi à Bastia chisciottu/Ofelia (G. Thiers-A. Arca)
- 2013 : A Mandracula, d'après La Mandragore de Nicolas Machiavel
- 2014 : Cusi Bellu Interru Pare un Matrimoniu, de Guy Cimino
- 2015 : Romeo è Giulietta d'après Romeo et Juliette de William Shakespeare
- 2016 : Bar de Spiro Scimone
- 2016 : Don Ghjuvanni, d'après Don Juan de Molière
- 2017 A Prova Performance Acting de Jacques Thiers
- 2017 : Amor Amore de Guy Cimino
- 2018 : A Serva, d’après Edgard et sa bonne d’Eugène Labiche
- 2019 : Sampieru Corsu de Jacques Thiers et Guy Cimino
- 2020 : E Preziose Ridicule, d’après Les Précieuses ridicules de Molière
- 2021 : Amlet, d’après Hamlet de William Shakespeare
- 2022 : L’Azezi, d’après Les Rustres de Carlo Goldoni
- 2023 : à circà moglie, d’après une demande en mariage de Anton Tchekhov
- 2023 : E nozze di u paghjulaghju, d’après les noces du ferblantier de John Millington Synge

## Compagnie U Teatrinu
La compagnie U Teatrinu est une compagnie de théâtre professionnelle fondée en 1989 et conventionnée par la Collectivité de Corse. Son but est de développer la création et la diffusion d'un théâtre en langue corse. U Teatrinu a participé activement aux premières rencontres internationales de théâtre à Olmi Cappella dirigées par Robin Renucci. En 2013, U Teatrinu a participé au festival international de théâtre de Sibiu en Roumanie.

### Comédiens de la Cie U Teatrinu à ce jour
- Guy Cimino
- Jean-Batptiste Filippi
- Corinne Mattei
- Jean-Pierre Giudicelli
- Sébastien Casalonga
- Pierrick Tonelli
- Serena Leca
- Misandra Fondacci
- Jean-Louis Graziani

### Autres comédiens ayant travaillé avec la compagnie U Teatrinu entre 1989 et 2021
- Jean-Louis Graziani
- Jean-Pierre Lanfranchi
- Jo Fondacci
- Pierre Fondacci
- François Berlinghi
- Zaza
- Pierre-Laurent Santelli
- Jacques Filippi
- Ivia Medori
- Stella Guelfucci
- Jean-Pierre Pancrazi
- Christian Ruspini
- Elise Orsetti
- Corinne Ciancioni
- Chani Sabaty
- Daniel Delorme
- Francine Massiani
- Roselyne Filippini
- Marie-Paule Franceschetti
- Anna-Marie Filippi
- Ghjulia Pierrini Darcourt
- Graziella Santucci
- Eric Mattei
- Jeanine Maraninchi
- Claude Dongradi
- Antoine Lugo
- Fabienne Marcangeli
- Christine Rey
- Paule Orel
- Véronique Gabrielli
- Christophe Colonna
- Henri Olmeta
- Coco Orsoni
- Marie-Ange Geronimi